# Бронепалубні крейсери типу «Флавіо Джоя»
Крейсери типу «Флавіо Джоя» (італ. Classe Flavio Gioia) — серія бронепалубних крейсерів Королівських ВМС Італії 2-ї половини XIX століття;

## Представники
| Назва                             | Верф                                                               | Закладений         | Спущений на воду    | Вступив у стрій     | Доля                                                                  |
| --------------------------------- | ------------------------------------------------------------------ | ------------------ | ------------------- | ------------------- | --------------------------------------------------------------------- |
| Флавіо Джоя Flavio Gioia          | Regio Cantiere di Castellammare di Stabia, Кастелламмаре-ді-Стабія | 1879 рік           | 12 червня 1881 року | 26 січня 1883 року  | виведений зі складу флоту у 1920 році розібраний на метал у 1923 році |
| Амеріго Веспуччі Amerigo Vespucci | Арсенал флоту, Венеція                                             | 9 грудня 1879 року | 31 липня 1882 року  | 1 вересня 1884 року | виведений зі складу флоту у 1928 році                                 |

## Конструкція
Крейсери типу «Флавіо Джоя» були спроєктовані італійським кораблебудівником Карло Вінья. Корпус корабля був сталевим. Силова установка складалась з 8 парових котлів та 1 горизонтальної парової машини англійської фірми «Penn». Крім того, на кораблях було парусне оснащення, характерне для барка.
Корабель вперше отримав броньовану палубу зі скосами, а також систему водонепроникних відділень, заповнених вугіллям та іншими припасами.
Озброєння складалось з восьми 149-мм гармат та трьох 75-мм гармат.